# هوش مصنوعی در صنعت

## تاریخ
مفهوم هوش مصنوعی در ابتدا در دهه 1940 مطرح شد ،  بنابراین ایده ی افزایش بهره وری و بینش آفرینی از طریق تجزیه و تحلیل و مدل سازی هوشمند چیز جدیدی نیست. هوش مصنوعی و سیستم های دانش بنیان یک شاخه تحقیقاتی فعال از هوش مصنوعی برای کل چرخه عمر محصول جهت طراحی محصول ، برنامه ریزی تولید ، توزیع و خدمات میدانی بوده اند.  سیستم های تولید و کارخانه های الکترونیکی  از اصطلاح "AI" استفاده نکرده اند ، اما آنها مدل سازی سیستم های مهندسی را مقیاس بندی می کنند تا امکان ادغام کامل عناصر در سیستم سازگار با محیط زیست تولید را به طور هوشمند مدیریت کنند .
اخیراً ، برای شکوفایی نوآوری در هوش مصنوعی ، دولت ایالات متحده وب سایت رسمی AI.gov را راه اندازی کرد تا اولویت های خود را در فضای هوش مصنوعی برجسته کند.  دلایل مختلفی برای محبوبیت اخیر هوش مصنوعی صنعتی وجود دارد، به طور مثال:
- سنسورهای مقرون به صرفه تر و روند خودکار دستیابی به داده ها.
- توانایی محاسبات قوی تر رایانه ها برای انجام کارهای پیچیده تر با سرعت بیشتر و هزینه کمتر.
- زیرساختی برای اتصال سریعتر و سرویس های ابری با دسترسی ساده تر جهت مدیریت داده ها و برون سپاری انرژی محاسبات. [۵]

## دسته بندی ها
اگر مشکلات در صنعت به خوبی بررسی نشوند ، فناوری به تنهایی هرگز ارزش تجاری ایجاد نمی کند. دسته های عمده ای که هوش مصنوعی صنعتی ممکن است در آنها بگنجد شامل: نوآوری در محصولات و خدمات ، بهبود فرآیند و بینش آفرینی. 
سیستم عامل های خدمات Cloud Foundry به طور گسترده ای فناوری های هوشمند مصنوعی را در خود جای داده اند.   از جمله کاربرد های تولید سایبری (cybermanufacturing) بهینه سازی تولید می باشد، که با تحلیل پیش بینی و مدل سازی سایبری-فیزیکی فضای خالی بین محصول و سلامت ماشین را پر میکند 

### برنامه های محصول جهت ارزش آفرینی برای مشتریان
هوش مصنوعی صنعتی می تواند در محصولات یا خدمات موجود تعبیه شود تا آنها را کارآمدتر ، قابل اطمینان تر و ایمن تر کرده و همچنین طول عمر آنها را افزایش دهد.  به عنوان مثال ، صنعت خودرو برای جلوگیری از تصادفات و کمک به نگه داری وسیله نقلیه در چهار چوب احتیاطی، از پردازش تصویر استفاده می کند و رانندگی ایمن تر می شود. در ساخت قطعات به عنوان مثال در تخمین و پیش بینی عمر مفید تیغه ی اره ی دستگاه برش آهن خودکار به جای تجربه ی شخصی بر مدلسازی تکیه می شود. به این ترتیب گذشته از امنیت بیشتر، نه تنها عمر تیغه را افزایش می دهد بلکه در انتخاب نوع تیغه نیز کمک شایانی میکند. 

### پردازش برنامه های کاربردی برای افزایش بهره وری
اتوماسیون یکی از جنبه های اصلی در کاربردهای فرآیند هوش مصنوعی صنعتی است.  با کمک هوش مصنوعی ، دامنه و سرعت اتوماسیون به طور اساسی تغییر کرده است.  فناوری های هوش مصنوعی باعث افزایش عملکرد و گسترش کاربردهای  هوش مصنوعی می شوند. به عنوان مثال می توان از  ربات های مشارکتی نام برد. بازوهای رباتیک مشترک می توانند حرکت و مسیری را که توسط اپراتورهای انسانی نشان داده شده است یاد بگیرند و همان کار را انجام دهند.  هوش مصنوعی همچنین فرایندی را که قبلاً به مشارکت انسان نیاز داشت ، به طور خودکار انجام می دهد. به عنوان مثال مترو هنگ کنگ ، جایی که یک برنامه هوش مصنوعی وظیفه ی توزیع و برنامه ریزی شغل مهندسان را با کارایی و اطمینان بیشتری نسبت به همتایان انسانی بر عهده میگیرد.
جنبه دیگر برنامه های کاربردی فرآیند ، مدل سازی سیستم ها با مقیاس بزرگ است.  سیستم های ساخت سایبری به عنوان یک سیستم خدمات تولیدی تعریف می شود که با مدل سازی مبتنی بر شواهد و یادگیری عمیق داده محور ، شبکه بندی شده  و مقاوم در برابر خطاها است.  چنین سیستمی با دارایی های بزرگی که در سطح وسیعی توزیع شده اند سروکار دارد اما برای دارایی های اختصاصی مبتنی بر فیزیک متعارف به سختی مدلسازی می شود. با الگوریتم های یادگیری و بهینه سازی ماشین ، یک چارچوب از پایین به بالا با در نظر گرفتن سلامت ماشین می تواند از نمونه های زیادی از دارایی استفاده کند و مدیریت عملیات ، برنامه ریزی موجودی قطعات یدکی و روند برنامه ریزی تعمیر و نگهداری را به طور خودکار انجام دهد.

### برنامه های هوشمند برای گسترش دانش
هوش مصنوعی صنعتی می تواند با روش های شناختی در سیستم های مهندسی برای گسترش دانش به کار برده شود.  در حمل و نقل هوایی و هواپیمایی ، هوش مصنوعی در بسیاری از موارد حساس نقش مهمی ایفا کرده است ، از جمله ی این موارد اطمینان از ایمنی پرواز و علت یابی ریشه ای است. ناسا در تلاش است تا با تجزیه و تحلیل داده های عددی پرواز و گزارش های متنی و با مدیریت پیشگیرانه ریسک، ایمنی پرواز  را ارتقا دهد تا نه تنها خطا ها را تشخیص بلکه آنها را علت یابی کند. این بینش کنکاش گونه چرایی وقوع حوادث در گذشته را شناسایی می کند تا چراغی باشد برای پیشگیری از حوادثی که ممکن است در آینده رخ دهند و اجتناب از مشکلات، پیش از آن که اتفاق بیفتند. 
نگه داری پیشگیرانه و پیش بینانه  از طریق یادگیری ماشین بر مبنای داده در کاهش هزینه برای کاربردهای صنعتی بسیار مهم است. برنامه های پیشگیری و مدیریت سلامت ( PHM ) فرصت هایی را به وسیله ی مدل سازی تنزل سلامت به وجود می آورد .

## چالش ها

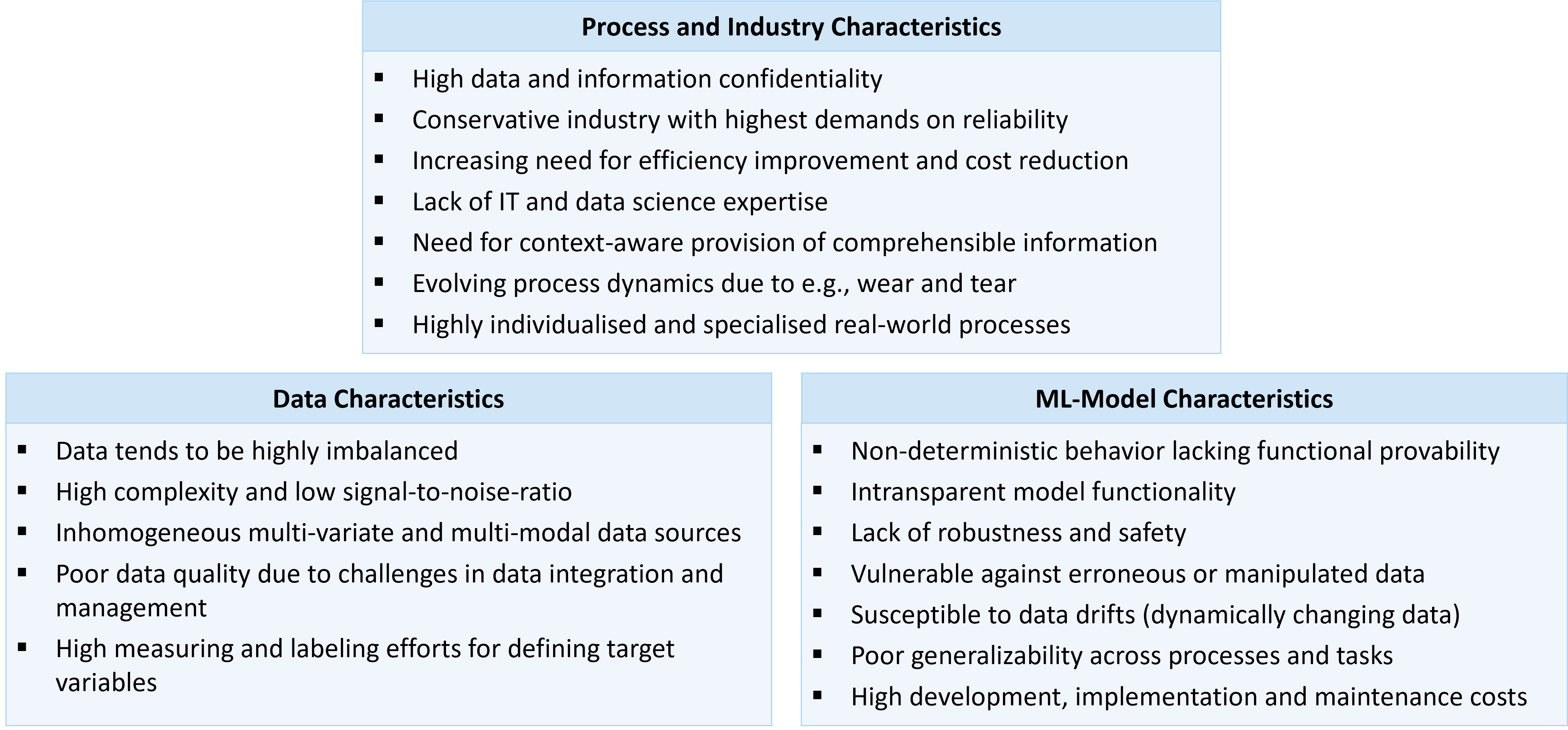
چالش های یادگیری ماشین و هوش مصنوعی

چالش های هوش مصنوعی صنعتی موجب ارزش آفرینی نهفته در تبدیل داده های خام به پیش بینی های هوشمند برای تصمیم گیری سریع است. به طور کلی ، چهار چالش اساسی برای هوش مصنوعی وجود دارد که عبارتند از: داده ، سرعت ، صداقت و تفسیرپذیری. 
امروزه سیستم های مهندسی داده های زیادی تولید می کنند و صنعت مدرن در واقع یک محیط داده بزرگ است. با این حال ، داده های صنعتی معمولاً ساختار یافته اند ، اما ممکن است از کیفیت پایینی برخوردار باشند. 
روند تولید سریع اتفاق می افتد و تجهیزات و قطعات می تواند گران باشد ، برنامه های هوش مصنوعی باید در لحظه اعمال شوند تا بتوان بلافاصله ناهنجاری ها را تشخیص داد تا از ضایعات و عواقب دیگر جلوگیری شود. راه حل های مبتنی بر ابر می توانند سریع و قدرتمند باشند ، اما هنوز هم با برخی از الزامات کارایی محاسبات مطابقت ندارند. محاسبات مرزی ممکن است در چنین شرایطی انتخاب بهتری باشد. 
هرچند سیستم های توصیه شده ی مصرف محور هوش مصنوعی که سازگاری بالایی در خصوص خطای مثبت و منفی دارند ، با این حال نرخ بسیار پایین خطای مثبت یا منفی نیز ممکن است باعث افزایش اعتبار کل سیستم های AI شود. برنامه های کاربردی هوش مصنوعی صنعتی معمولاً با موضوعات حیاتی مربوط به ایمنی ، قابلیت اطمینان و عملکرد سرو کار دارند. هرگونه اشتباه در پیش بینی ها می تواند تأثیر منفی اقتصادی و / یا ایمنی بر کاربران بگذارد و آنها را نسبت به اتکا به سیستم های هوش مصنوعی دلسرد کند. 
علاوه بر دقت پیش بینی و اعتبار عملکرد ، سیستم های هوش مصنوعی صنعتی باید از نتایج پیش بینی هم فراتر بروند و برای خطاها علت یابی ریشه ای ارائه دهند. این امر مستلزم این است که در طول توسعه ، دانشمندان داده باید با متخصصان حوزه کار کنند و دانش فنی دامنه را در فرآیند مدل سازی بگنجانند و مدل را به صورت انطباقی بینش هایی مانند دانش را بیاموزند و جمع کنند. 

## همچنین ببینید
- هوش مصنوعی عملیاتی
- هوش مصنوعی در صنایع سنگین